# Cañón corto Schneider Modelo 1934 105 mm
El cañón corto Schneider Modelo 1934 105 mm era un obús francés que fue empleado en la Segunda Guerra Mundial.

## Historia y desarrollo
El Modelo 1934 105 mm era un obús convencional, diseñado por Schneider et Cie. Un obús de 105 mm más avanzado, el cañón corto Modelo 1935 B 105 mm, fue producido por el Arsenal de Bourges y se ordenó en grandes cantidades. Lituania compró 70 obuses Schneider Modelo 1934 105 mm en 1937, que fueron designados como 105 mm 1934 m. haubica. La producción del Schneider Modelo 1934 105 mm fue lenta y solamente se habían construido 144 obuses cuando empezó la Batalla de Francia. Los obuses capturados fueron empleados por el Ejército alemán con la designación 10.5 cm leFH 324(f).  

## Usuarios
- Francia
- Alemania nazi
- Lituania